# Björgvin Páll Gústavsson
Björgvin Páll Gústavsson (Hvammstangi, 1985. május 24. –) izlandi kézilabdázókapus. Jelenleg a német SC Magdeburg játékosa.
Pályafutását a Fram Reykjavík együttesében kezdte. Két szezon után, 2007-ben Németországba szerződött a TV Bittenfeld gárdájához, majd 2009-ben a svájci Kadetten Schaffhausen igazolta le. 2011-től az SC Magdeburg hálóját védi.
A 2008. évi nyári olimpiai játékokon ezüst, míg a 2010-es Európa-bajnokságon bronzérmet szerzett a nemzeti csapat tagjaként.

## Sikerei

### Válogatottban
- Olimpia
  - 2. hely: (2008)
- Európa-bajnokság
  - 3. hely: (2010)